# Chotěboř (zámek)
Zámek Chotěboř se nachází v okrese Havlíčkův Brod na severním okraji města Chotěboř (asi 14 km severovýchodně od Havlíčkova Brodu). Areál raně barokního zámku z počátku 18. století je od roku 1963 kulturní památkou. V současné době zámek vlastní rod Dobřenských z Dobřenic, jimž byl vrácen v roce 1992.

## Historie
Chotěboř byla poprvé zmiňována roku 1265. Díky okolním dolům na stříbro i výhodné poloze na křižovatce zemských stezek v roce 1329 koupil osadu král Jan Lucemburský a v roce 1331 ji povýšil na město. Držitelé panství se pak střídali a není známo, kdo a kdy (pravděpodobně ve druhé polovině 14. století) nechal na místě nynějšího zámku postavit gotickou tvrz, doloženou archeologickými průzkumy. Ta ale více než jako sídlo majitelů sloužila k hospodářským a správním účelům. V polovině 17. století postupně chátrala a pravděpodobně požárem v roce 1692 byla zničena úplně. V roce 1698 panství získal rod Kinských a v letech 1701–1702 byl na základech bývalé tvrze postaven nový raně barokní zámek s kaplí Nejsvětější Trojice.
V následujícím období se majitelé opět často střídali, ale zámek prodělal jen malé úpravy (například z konce 18. století je dochována štuková výzdoba zámecké kaple).
V roce 1836 získal panství Jan Josef Dobrzenský sňatkem s Marií Wanczurovou z Rzehnic a od té doby je zámek (s výjimkou let 1948–1992) v majetku rodiny Dobřenských z Dobřenic. V letech 1865–1870 byla provedena novorenesanční přestavba části prvního patra, v letech 1870–1875 vznikl rozsáhlý anglický park. Zámek byl také rekonstruován po požáru v roce 1927 (tehdy získal i svou charakteristickou zvoničku nad severním křídlem).
Když Jan Maxmilián Dobřenský s rodinou v roce 1948 emigroval, zámek převzal stát a od roku 1952 ho využívalo Městské muzeum. Po roce 1989 se Dobřenští vrátili a v roce 1992 získali zámek nazpět. Muzeum tu sídlilo až do konce roku 2019.

## Popis
Chotěbořský zámek je jednopatrová čtyřkřídlá raně barokní budova s mansardovou střechou. Hlavní severní průčelí je devítiosé, v rizalitu je průjezd na arkádové nádvoří. Z jižního průčelí je přes terasu s dvojramenným schodištěm s balustrádou přístup do zámecké zahrady, kde je ve svahu nad zámeckými rybníky segmentové pískovcové schodiště se třinácti stupni. Východní křídlo má silnější obvodové zdivo a gotické sklepy, což svědčí o využití části předchozí středověké tvrze. Ve východním křídle zámku se nachází i zámecká kaple Nejsvětější Trojice, zachovaná v původním stavu z 18. století s barokním portálem, freskami a štukovou výzdobou stropu a stěn.
V parku asi 150 m východně od hlavní zámecké budovy je klasicistní jednopatrová budova tzv. zámečku, která byla určena k obytným účelům.
Kolem zámku je rozlehlý krajinářský park (asi 15 ha) se dvěma rybníky (Horní a Dolní zámecký rybník) a lipovou alejí. Kompozici parku doplňují drobná sochařská díla, rovněž památkově chráněná: klasicistní náhrobek někdejšího majitele zámku Jana Pavla, rytíře z Brachfeldu a jeho ženy Johany (z roku 1813), pískovcová kašna čtyřlistého půdorysu s polopostavou muže nesoucího mísu (z 1. poloviny 19. století), barokní pískovcová socha sv. Jana Nepomuckého v životní velikosti (u vchodu do zámeckého parku, pochází z roku 1720 a byla přenesena z obce Jilem), pískovcová socha sv. Alžběty Durynské (na konci lipové aleje v severovýchodní části parku, dílo sochaře Jana Kalouse z Chrudimi z počátku 20. století), litinový kříž s plastikou Krista na pískovcovém podstavci s vytesaným erbem Dobřenských a letopočtem 1872.
Areál zámku ze západní strany směrem od silnice uzavírá plot s pilíři z režného cihelného zdiva.